# Saint-Just-Sauvage
Saint-Just-Sauvage – miejscowość i gmina we Francji, w regionie Grand Est, w departamencie Marna. Przez miejscowość przepływa Sekwana. 
Według danych na rok 1990 gminę zamieszkiwały 1393 osoby, a gęstość zaludnienia wynosiła 79 osób/km².